# Poebrotherium
Poebrotherium — вимерлий рід верблюдових, ендемік Північної Америки. Вони жили з епохи еоцену до міоцену, 46,3—13,6 млн років тому, та існують приблизно 32 мільйони років.

## Опис
Poebrotherium був більше схожий на сучасних верблюдів, ніж на свого попередника Protylopus, але, маючи 90 сантиметрів заввишки, він був приблизно розміром із сучасного барана. Його череп нагадував череп сучасної лами, а кінцівки закінчувалися копитами та були більше побудовані для швидкості, ніж ноги Protylopus. Незважаючи на цю очевидну адаптацію до відкритих рівнин, Poebrotherium був знайдений у всіх основних середовищах Білої річки, включаючи ліси та річкові відкладення за берегами, що свідчить про те, що він не був прив'язаний до одного конкретного середовища. Зуби Poebrotherium були більш узагальненими, ніж у сучасних верблюдових.